# Victor Guillemin
Victor Guillemin (Boston, 15 ottobre 1937) è un matematico statunitense, tra i massimi esperti di geometria simplettica. Nel 2003 gli è stato assegnato il Premio Steele per i risultati di ricerca ottenuti durante la carriera.
Dopo aver conseguito il bachelor e il Master of Arts all'Università di Chicago, nel 1960 si trasferisce ad Harvard dove completa gli studi ottenendo,  nel 1962, il dottorato con la tesi Theory of Finite G-Structures, scritta sotto la supervisione di Shlomo Sternberg. Nel 1966 si trasferisce al Massachusetts Institute of Technology e dal 1973 è professore nella stessa università.
Nel 1984 è stato eletto membro della American Academy of Arts and Sciences e nel 1985 della National Academy of Sciences. Nel 2003 gli è stato assegnato il Premio Steele "per i suoi importanti contributi all'analisi microlocale, allo studio delle azioni di gruppo simplettiche, e alla teoria spettrale degli operatori ellittici su varietà". È stato autore di numerosi libri e monografie, tra cui in particolare uno sulla topologia differenziale, scritto insieme ad Alan Pollack.

## Opere
- Guillemin, Victor and Pollack, Alan, Differential topology, New York, Prentice-Hall, 1974, ISBN 978-0-13-212605-2.
- Golubitsky, Martin and Guillemin, Victor, Stable mappings and their singularities, New York, Springer-Verlag, 1974, ISBN 978-0-387-90073-5.
- Guillemin, Victor and Sternberg, Shlomo, Geometric asymptotics, Providence, RI, American Mathematical Society, 1977, ISBN 0-8218-1514-8.; ristampato nel 1990 come libro on-line
- (EN) Victor Guillemin, e Radon transform on Zoll surfaces, in Advances in Mathematics, vol. 22, 1976,  pp. 85-119.